# Brădet (okręg Gorj)
Brădet – wieś w Rumunii, w okręgu Gorj, w gminie Mătăsari. W 2011 roku liczyła 561 mieszkańców.